# Alfonso XIII (1896)
El Alfonso XIII fue un crucero protegido de la clase Reina Regente, perteneciente a la Armada Española que solo permaneció activo desde 1896 hasta 1900 debido a sus muchos problemas de diseño y materiales.

## Características técnicas

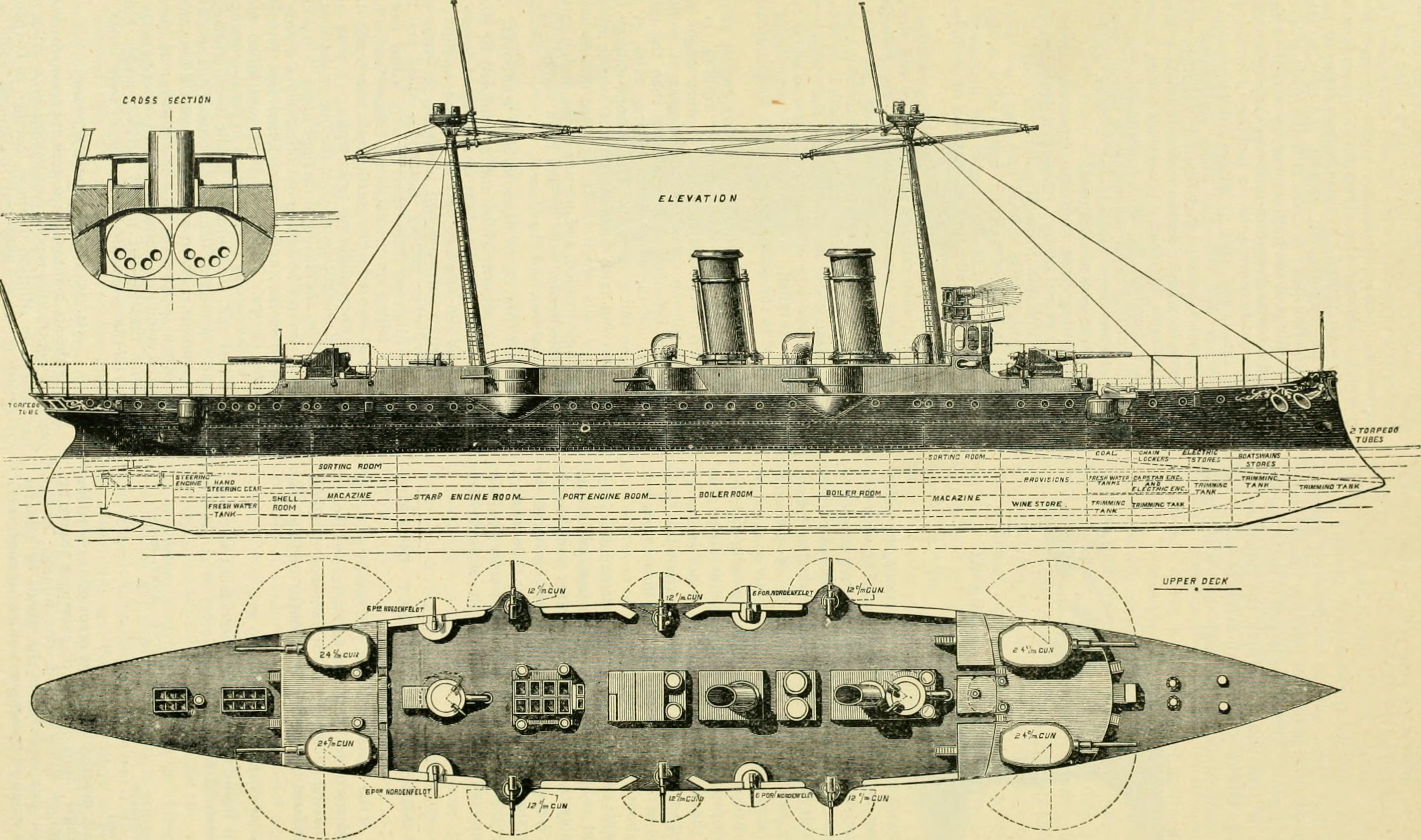
Diagrama de un crucero de la Clase Reina Regente (en inglés).

El Alfonso XIII fue construido en los astilleros de Ferrol en España. Fue puesto en grada en 1891 y  botado el 31 de agosto de 1891. En 1896, entró en servicio parcialmente completo como buque de instrucción, siendo finalizado y dado de alta el 18 de mayo de 1900 con un coste final de 9 000 000 de pesetas.
Los buques de la clase fueron diseñados con la intención de llevar un armamento pesado, con un pequeño desplazamiento y muy veloces. El cabeza de la clase, el Reina Regente, se perdió debido a los problemas de estabilidad que provocaban sus montajes principales, pero los cambios realizados al Alfonso XIII para corregir esto incluían un menor armamento principal. Estos cambios dejaron al Alfonso XIII menos blindado, lento e inestable con mar gruesa.
Los cuatro cañones González Hontoria de 200 mm estaban en montajes simples sobre las amuras y aletas, mientras que los de 120 mm se encontraban en una batería central. Los cinco tubos lanzatorpedos fijos estaban a la altura de la línea de flotación: dos hacia delante, uno a cada banda y otro más posterior.

## Historia operacional

Perfil del Alfonso XIII con su aspecto en 1896.

El Alfonso XIII estaba incompleto cuando entró en servicio como buque de entrenamiento en 1896 y permaneció incompleto durante la Guerra Hispano-Estadounidense. Cuando fue enviado a Cádiz el 7 de mayo para unirse a la escuadra del Almirante Manuel de Cámara, al comprobar su mal estado, el Almirante decidió dejarlo en Cádiz cuando su escuadra partió el 16 de junio en su viaje frustrado a Filipinas. El Alfonso XIII pasó el resto del conflicto en aguas peninsulares para defender España de un posible ataque de la Armada de los Estados Unidos.
En 1900, por Decreto del 18 de mayo del Ministerio de Marina, se describió técnicamente la situación de los buques de la Armada en ese momento y se dieron de baja 25 unidades por considerarse ineficaces, entre ellos el Alfonso XIII (artículo 1º). La explicación de porqué se da de baja al Alfonso XIII es la siguiente:

El Alfonso X III, similar imperfectísimo del desgraciado Reina Regente, de 4.826 toneladas, sin protección vertical alguna, disponiendo sólo de una cubierta protectriz, falto de estabilidad, con máquinas mal montadas, con un andar escaso de 12 millas, siendo general opinión de las Autoridades técnicas de la Marina que ese buque no debe navegar, al menos sin grandes y costosas reformas para no exponer a su tripulación a un probable desastre, y no sirviendo sino de impedimento y obstáculo para cualquier escuadra o división naval, ni pudiendo aplicarse tampoco ni a acciones defensivas ni a comisiones de paz, para las que ya quedan suficientes buques en proporción de los medios que para cada servicio debe aplicar un presupuesto razonable de fuerzas navales.

Fue desguazado en Bilbao en 1907.